# Astrapothericulus
Astrapothericulus è un genere estinto di mammiferi erbivori, appartenente agli astrapoteri. Visse nel Miocene inferiore (circa 21 - 19 milioni di anni fa) e i suoi resti fossili sono stati ritrovati in Sudamerica.

## Descrizione
Questo animale doveva essere grande quanto un tapiro, e anche l'aspetto doveva richiamare i tapiri a causa della presenza di una corta proboscide e di un corpo robusto e abbastanza allungato. Rispetto al ben più noto Astrapotherium, Astrapothericulus era di taglia minore (circa il 30% più piccolo, da qui il nome Astrapothericulus: "piccolo Astrapotherium"). 
La formula dentaria era identica a quella di Astrapotherium (0/3, 1/1, 2/1, 3/3), ma erano presenti alcune differenze nelle caratteristiche dei denti: gli incisivi erano proporzionalmente più stretti e lunghi, e i canini inferiori erano inseriti nella mandibola più verticalmente. I denti premolari e molari erano a corona più bassa e con cingoli basali molto più grandi e prominenti. I molari inferiori erano simili a quelli di Astrapotherium, ma erano vagamente bunodonti (come quelli di Parastrapotherium). La sinfisi mandibolare era corta, stretta e concava, al contrario di quella di Astrapotherium e Parastrapotherium. Il ramo orizzontale della mandibola era più stretto e alto, senza il rigonfiamento laterale formato dalla base del canino tipico dei due generi precedenti. Le ossa nasali erano molto più grandi di quelle di Astrapotherium, e con un notevole contatto con le ossa mascellari. 
In generale, la testa di Astrapothericulus era più corta e alta di quella di Astrapotherium, e richiamava vagamente quella dell'antico Astraponotus.

## Classificazione
Il genere Astrapothericulus venne descritto per la prima volta nel 1902 da Florentino Ameghino, sulla base di resti fossili ritrovati in Patagonia (Argentina); la specie tipo è Astrapothericulus iheringi, ma a questo genere sono state attribuite anche le specie A. emarginatus e A. peninsulatus, descritte sempre da Ameghino nel 1904; studi più recenti indicherebbero come valida solo A. emarginatus oltre alla specie tipo (Kramarz, 2009). Fossili di Astrapothericulus sono noti nella provincia di Neuquen in terreni del Miocene inferiore e nella provincia di Santa Cruz in terreni della fine del Miocene inferiore. 
Astrapothericulus è un rappresentante degli astrapoteri, un gruppo di ungulati sudamericani dalle caratteristiche vicine a quelle degli ippopotami o dei tapiri, ma non strettamente imparentati né con gli uni né con gli altri. In particolare, Astrapothericulus è considerato un membro specializzato della famiglia Astrapotheriidae, comprendente le forme più derivate del gruppo, e sembrerebbe essere stato ancestrale al genere Astrapotherium.